# António Ferrer Correia
António de Arruda Ferrer Correia GCC • GCSE • GCIH • GCIP (Miranda do Corvo, Miranda do Corvo, 15 de Agosto de 1912 — Coimbra, 16 de Outubro de 2003) foi um jurista e professor universitário português.

## Biografia
Professor catedrático da Faculdade de Direito da Universidade de Coimbra, doutorou-se na mesma instituição, com uma tese intitulada Erro e Interpretação na Teoria do Negócio Jurídico.
Tendo-se destacado no ensino do Direito Comercial e Direito Internacional Privado, teve extensa colaboração em trabalhos legislativos, no âmbito da reforma do Código Varela, do Código Penal, do Código Comercial e do Código das Sociedades Comerciais.
Foi diretor da Faculdade de Direito e reitor da Universidade de Coimbra (1976-1982).
Antes, fora presidente da Associação Académica de Coimbra.
Também lecionou na Universidade Católica Portuguesa.
Foi presidente da Fundação Calouste Gulbenkian (1993-1999), sucedendo a José de Azeredo Perdigão.
Recebeu o doutoramento honoris causa da Universidade Federal do Rio de Janeiro e da Universidade de Aveiro. Foi sócio-honorário da Academia das Ciências de Lisboa. Em 1988 recebeu um Doutoramento Honoris Causa pela Universidade de Aveiro
A 23 de Novembro de 1967, foi agraciado com a Grã-Cruz da Ordem Militar de Nosso Senhor Jesus Cristo, a 10 de Agosto de 1982, foi agraciado com a Grã-Cruz da Antiga, Nobilíssima e Eslcarecida Ordem Militar de Sant'Iago da Espada, do Mérito Científico, Literário e Artístico, a 30 de Agosto de 1990, foi agraciado com a Grã-Cruz da Ordem da Instrução Pública, e a 9 de Março de 1999, foi agraciado com a Grã-Cruz da Ordem do Infante D. Henrique.